# Tennessee Valley Authority
Tennessee Valley Authority (TVA, Zarząd Doliny Tennessee) – amerykańskie przedsiębiorstwo należące do rządu federalnego Stanów Zjednoczonych, utworzone mocą ustawy Tennessee Valley Authority Act podpisanej przez prezydenta Franklina Delano Roosevelta 18 maja 1933, w celu ograniczania zagrożenia powodziowego, poprawy warunków żeglugowych, podnoszenia stopy życiowej farmerów oraz produkcji energii elektrycznej w dorzeczu Tennessee. Utworzenie TVA było częścią programu Nowego Ładu, mając na celu pomoc regionom najsilniej dotkniętym przez Wielką Depresję; rzeka Tennessee była wówczas całkowicie nieuregulowana, a obszar jej dorzecza był jednym z najbardziej zacofanych regionów Stanów Zjednoczonych (dochód per capita nie przekraczał tam 45% średniej krajowej). Przedsiębiorstwem zarządza rada dyrektorów, której członkowie są powoływani przez prezydenta za zgodą Senatu. TVA działa na obszarze stanu Tennessee oraz sześciu kolejnych stanów: Alabamy, Georgii, Karoliny Północnej, Kentucky, Missisipi i Wirginii. Jest największym publicznym dostawcą energii elektrycznej w Stanach Zjednoczonych. Siedziba TVA mieści się w Knoxville w Tennessee. TVA nie pobiera funduszy z podatków. 